# Cupa Mitropa 1939
Ediția a XIII-a a Cupei Mitropa din 1939 avea să începă startul numai cu 8 echipe: câte două din Italia, Ungaria, Cehoslovacia și câte o echipă din România și Iugoslavia. Competiția a început direct cu sferturile de finală.
Finala Cupei Mitropa, Ediția 1939, avea să aducă suporterilor  un derby 100% unguresc. Această fost cea de a doua finală în care se întâlneau două echipe din aceeași țară- și totodată din același oraș - prima fiind în 1931 Wiener AC - First Vienna FC 1894 (3-5).
Campioana în 1939 a fost Ujpest TE Budapesta după ce a învins concitadina Ferencvaros TC Budapesta cu scorul general de 6-3.

## Echipele participante pe națiuni
| Italia       | AGC Bologna AS Ambrosiana-Inter Milano       |
| Cehoslovacia | AC Sparta Praga SK Slavia Praga              |
| Ungaria      | Ferencvaros TC Budapesta Ujpest TE Budapesta |
| Iugoslavia   | OFK Belgrad                                  |
| România      | ASC Venus București                          |

## Sferturi de finală
| Echipa 1         | Scor gen. | Echipa 2     | Tur | Retur |
| ---------------- | --------- | ------------ | --- | ----- |
| Venus București  | 1–5       | AGC Bologna  | 1–0 | 0–5   |
| Ferencváros      | 4–3       | Sparta Praga | 2–3 | 2–0   |
| Beogradski SK    | 4–2       | Slavia Praga | 3–0 | 1–2   |
| Ambrosiana Inter | 2–4       | Újpest       | 2–1 | 0–3   |

## Semifinale
| Echipa 1      | Scor gen. | Echipa 2    | Tur | Retur |
| ------------- | --------- | ----------- | --- | ----- |
| AGC Bologna   | 4–5       | Ferencváros | 3–1 | 1–4   |
| Beogradski SK | 5–9       | Újpest      | 4–2 | 1–7   |

## Finala
| Echipa 1 | Scor gen. | Echipa 2    | Tur | Retur |
| -------- | --------- | ----------- | --- | ----- |
| Újpest   | 6–3       | Ferencváros | 4–1 | 2–2   |

| Ferencváros | 1–4 | Újpest                             |
| ----------- | --- | ---------------------------------- |
| Sárosi 73'  |     | Zsengellér 9', 74' Kocsis 10', 53' |

| Újpest              | 2–2 | Ferencváros             |
| ------------------- | --- | ----------------------- |
| Ádám 54' Balogh 82' |     | Kiszely 15' (pen.), 29' |